# Sancho Rey
Sancho Rey fue una aldea, hoy día despoblada, del municipio español de Ciudad Real, perteneciente a la provincia homónima, en la comunidad autónoma de Castilla-La Mancha.

## Geografía
El lugar se encuentra a corta distancia de Ciudad Real. Confina con Picón al norte, Fernán Caballero al este, Valverde al oeste y la propia capital de provincia al sur.

## Historia
Hacia mediados del siglo XIX, el lugar, una aldea por entonces con alcalde pedáneo, sumaba con Las Casas un total de 50 vecinos. Aparece descrito en el decimotercer volumen del Diccionario geográfico-estadístico-histórico de España y sus posesiones de Ultramar de Pascual Madoz con las siguientes palabras:

SANCHO-REY: ald. ó cas. en la prov., part. jud. y térm. de Ciudad-Real (1 leg.). sit. en una llanura en el camino de la cap. al puente de Alarcos sobre el Guadiana: se comprende con la ald. de las Casas en todas sus relaciones. Tiene una ermita donde se dice misa por el agosto por cuenta del párroco de las Casas, en donde se halla la matriz titulada Sta. Catalina, con curato de entrada y de provision ordinaria. Sus tierras, aunque en térm. de la cap., confinan al N. con Picon; E. Fernancaballero; S. Ciudad-Real, y O. Valverde: todas son de secano con una alameda, varias huertas y una deh. boyal de 80 fan. de cabida: el rio Guadiana divide la jurisd. por el N. y E., hallándose en él los puentes de Alarcos, de la Higuera y de Nolaya con otros tantos molinos harineros: el alc. p. de esta ald. reside igualmente en las Casas, y todas sus circunstancias de pobl. y riqueza estan comprendidas con su matriz (V. Ciudad-Real). La ald. de las Casas y esta de Sancho-rey reunen 50 vecinos.
(Madoz, 1849, p. 730)

## Patrimonio
Había en el lugar una ermita en la que se decía misa en el mes de agosto.